# 5,8×42mm
O 5,8x42mm / DBP87 ("Dàn (弹) Bùqiāng (步枪) Pŭtòng (普通), 1987"; literalmente "Munição de Fuzil Padrão, de 1987" é um calibre de fuzil desenvolvido pelo Exército Popular de Libertação entre 1979-1987 e adotado como oficial na China até hoje. Ele surgiu para substituir o 7,62x39 mm usado no Type 56, (cópia chinesa do AK-47) devido a nova onda de calibres pequenos para fuzis - como o 5,56x45 mm da OTAN e o 5,45x39mm do Pacto de Varsóvia. O calibre é muito parecido com o 5,56x45 mm dos EUA; mas a doutrina militar da China é de que o calibre chinês deve ser exclusivamente chinês, assim um inimigo não teria como obter munição de um soldado morto, pois os equipamentos são diferentes.
O 5,8x42 foi adotado pelo QBZ-95/Type-95, fabricado pela Norinco, que substituiu todos os outros fuzis de assalto em uso na China, e atualmente está sendo produzido em massa para substituir os Type 56, sendo este último reservado apenas às tropas reservistas em caso de guerra.

## Uso
- Fuzil de assalto chinês Type 87 / QBZ-87
- Fuzil de assalto chinês Type 95 / QBZ-95 Assault rifle
- Metralhadoras chinesas Type 95 LSW/ Type 95 SAW/QBB-95 Light support weapon/Squad automatic weapon
- Submetralhadora chinesa Type 95B / QBZ-95B
- Rifle de precisão Type 88 / QBU-88
- Fuzil de Assalto Type 03 / QBZ-03
- Metralhadora fixa Type 88 / QJY-88

## Comparações

### Diferenças do 5,8x42mm em relação ao 7,62x39mm
- O 7,62x39 tem um poder de parada (stopping power) maior, sendo muito mais fácil deter um inimigo com apenas um disparo;
- Os projéteis 7,62x39 são mais baratos atualmente, apesar de o calibre 7,62x39 necessitar mais matéria-prima;
- Em compensação, com a produção em massa, o 5,8x42 ficaria mais barato que o 7,62;
- Há uma teoria que diz que um soldado ferido no campo de batalha pede ajuda de um companheiro, o qual que iria abandonar o combate para salvar o colega. Com isso, este soldado ferido originaria duas "baixas" no campo de batalha;
- Por ser pequeno, o 5,8x42 torna as armas menores para calçá-lo;
- Por ser leve, o 5,8x42 permite que o soldado carregue menos peso ou uma quantidade maior de munição;
- O 5,8x42 tem uma precisão aumentada, pois é um projétil mais alongado e fino que o 7,62x39, originalmente uma bala curta e grossa;

### Diferenças do 5,8x42mm em relação ao 5,56x45mm
- As diferenças são insignificantes, mas o 5,8 tem maior energia;
- Em compensação, o 5,56 tem uma maior precisão;
- O 5,56 tem a tendência de se fragmentar, o que pode provocar um estrago no corpo de um inimigo, mas é um dos únicos calibres do mundo que podem ser barradas por um colete antibala de Kevlar ou CRISAT. Nos EUA, os Remington ganharam o apelido de Varmint Hunter (caçador de bichinhos), já que sua munição raramente dá conta de abater um animal maior do que um peru;
- O 5,8 tem uma ponta mais densa, que é melhor para perfurar coletes, apesar do poder de parada ser substancialmente reduzido contra corpos 'nus';